# Cleave (Band)
Cleave ist eine Alternative-Rock-Band aus Sankt Paul im Lavanttal in Österreich.

## Geschichte
Die ersten zwei EPs (Savoir Vivre und Mind Dysplasia) und das erste Album (Pluvious Tomorrows) wurden in Eigenregie im Proberaum der Band aufgenommen. Das Album wurde mit einer Tour durch Österreich, Spanien und die Ostküste der USA promotet. Im Zuge der US-Tour konnte die Band Kontakt mit dem bekannten Produzenten Mark S. Berry (Iggy Pop, David Bowie) knüpfen, der sich für den Release in den USA engagierte. Pluvious Tomorrows wurde auch in den USA veröffentlicht und weist im Vergleich zum Nachfolger Evoke the Self stärkere experimentelle Züge auf.
Evoke the Self, welches sich stärker an traditionellen Alternative-Rock-Strukturen orientiert, erschien beim österreichischen Label Crater8Records und wird über Hoanzl vertrieben. Die zwei Videos der Band zu den Singles (Colourcollision und The Sleep) kamen auf Gotv in Rotation. The Sleep, die erste Single aus Evoke the Self, kam auf Radio Soundportal in Heavy Rotation und stieg in den Charts des Senders bis an die Spitze. Weiters wurden Cleave dort zum „Artist of the Week“ und Evoke the Self zum „Album der Woche“ gekürt. Die Tour zum zweiten Album führte die Band durch Österreich und Deutschland.

## Diskografie

### EPs
- 2002: Savoir Vivre (DIY)
- 2003: Mind Dysplasia (DIY)

### Alben
- 2004: Pluvious Tomorrows (DIY, 2012 bei Attack Records)
- 2008: Evoke the Self (Crater8Records)